# Diecezja Gurué
Diecezja Gurué – diecezja rzymskokatolicka w Mozambiku. 

## Historia
Powstała 6 grudnia 1993 z części terenów diecezji Quelimane i została sufraganią archidiecezji Beira. W 2017 została włączona do metropolii Nampula. 23 stycznia 2025 z jej części utworzona została diecezja Alto Molócuè.

## Biskupi diecezjalni
- bp Manuel Chuanguira Machado (1993–2009)
- bp Francisco Lerma Martínez, I.M.C. (2010–2019)
- bp Inácio Lucas Mwita (od 2021)